# Cheilopogon melanurus

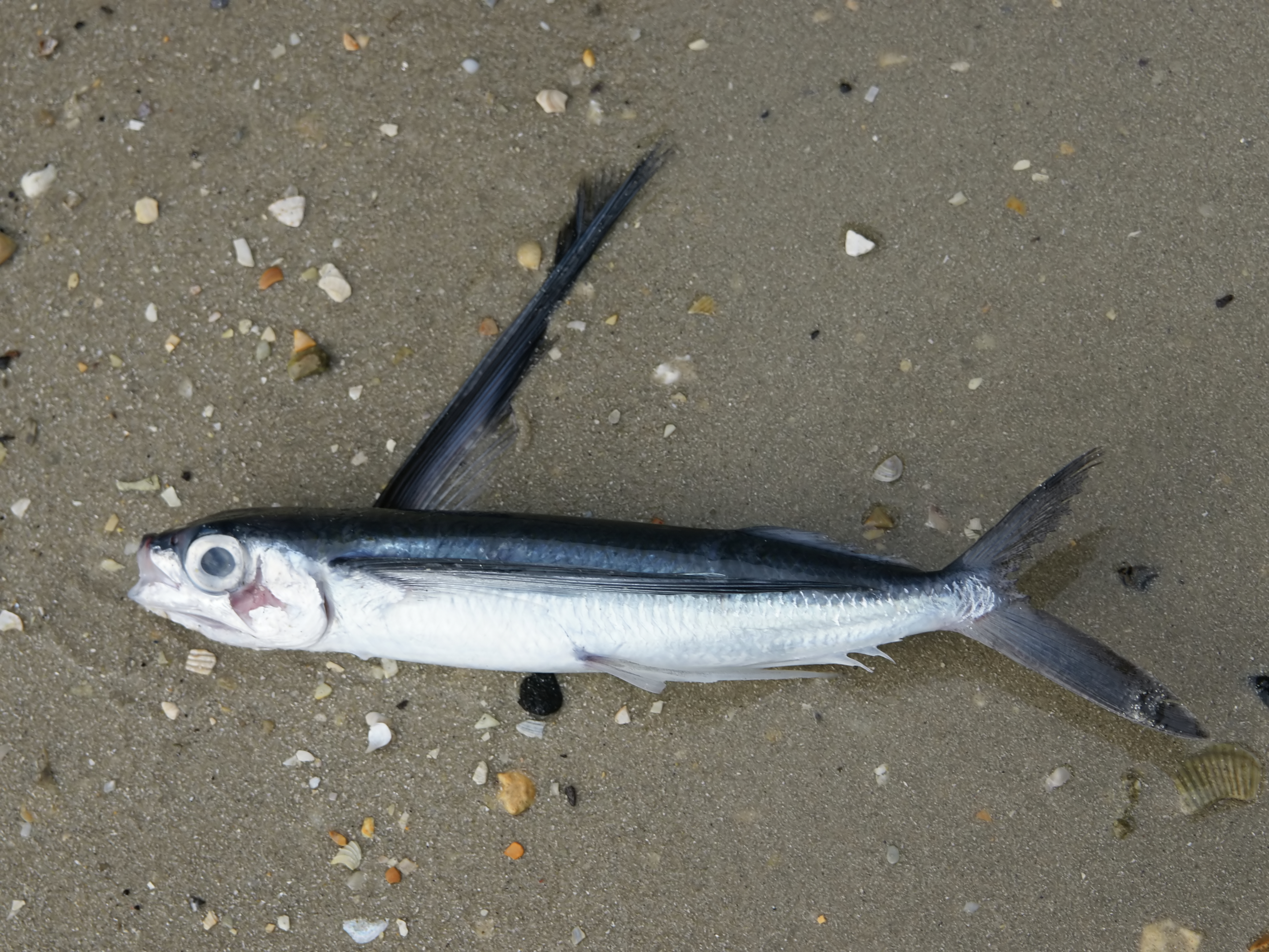
Detalle de su anatomía.

El pez volador atlántico, pez volador blanquito o pez volador de banda estrecha es la especie Cheilopogon melanurus, un pez marino de la familia exocétidos, distribuida por toda la costa oeste del océano Atlántico, desde Canadá hasta el sur de Brasil, incluidos el golfo de México y mar Caribe, así como también en la costa este del océano desde Senegal hasta Liberia.

## Importancia para el hombre
Es pescado para alimentación, pero solo en pesca de subsistencia y tiene un precio medio en el mercado.

## Anatomía
Con el cuerpo característico de los peces voladores de la familia, tiene una longitud máxima descrita de 32 cm, aunque la longitud máxima normal es de unos 25 cm.

## Hábitat y biología
Habitan las aguas marinas subtropicales pelágicas-neríticas, donde se comporta de tipo oceanódromo. Se encuentra principalmente en aguas superficiales cerca de la costa. Capaz de saltar fuera del agua y deslizarse por largas distancias por encima de la superficie.